# Steinkirchner Straße 15 (Gräfelfing)

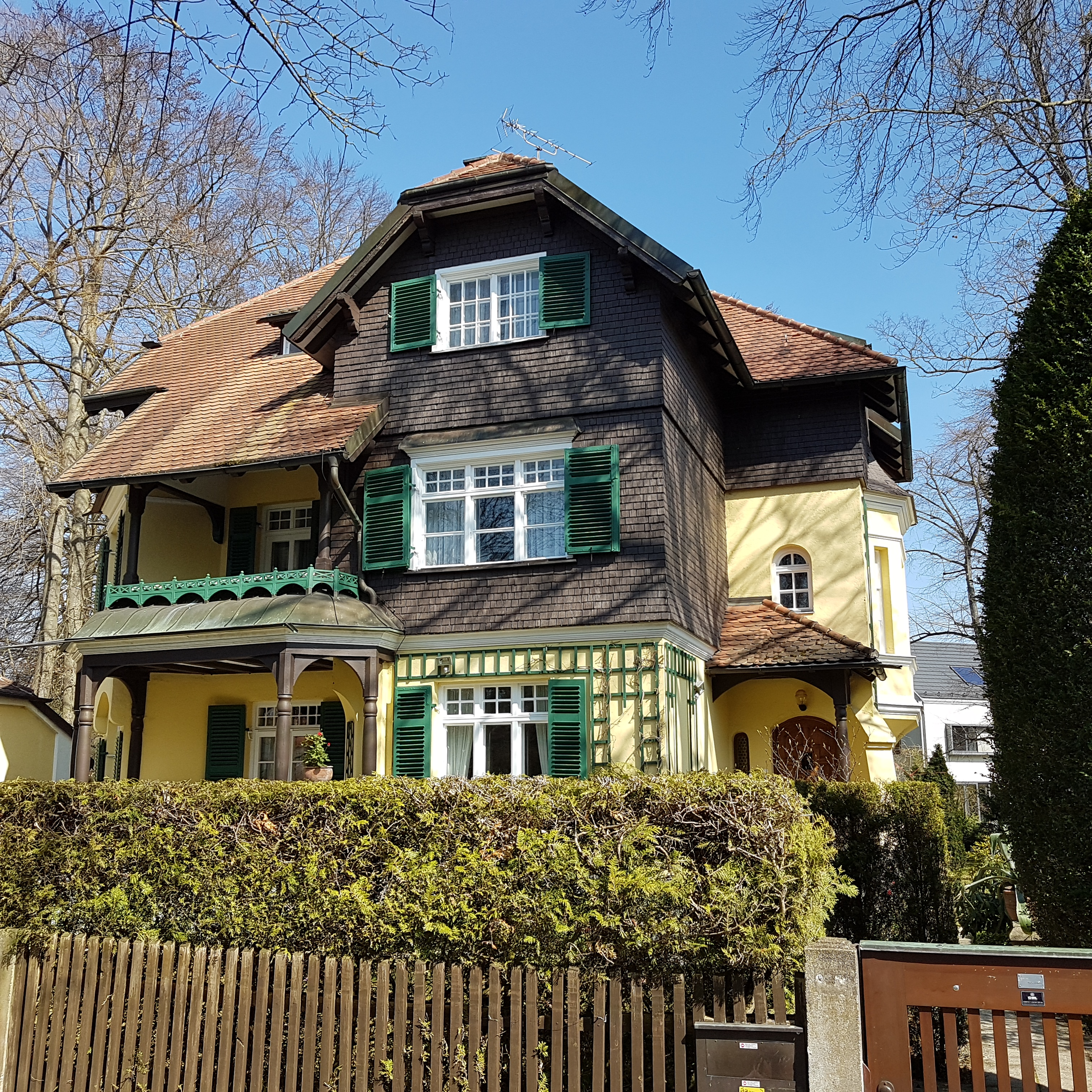
Villa Steinkirchner Straße 15 in Gräfelfing

Das Gebäude Steinkirchner Straße 15 in Gräfelfing, einer Gemeinde im oberbayerischen Landkreis München, wurde vor 1904 errichtet. Die Villa im Landhausstil ist ein geschütztes Baudenkmal.
Der zweigeschossige Bau mit Schopfwalmdächern, Erkerausbauten und Veranda mit darüberliegendem überdachtem Altan wurde vom Architekten Julius Necker errichtet. Zum Teil ist das Gebäude mit Zierfachwerk versehen und verschindelt.
Von der originalen Innenausstattung sind noch viele Teile erhalten.